# Адамувка (Люблінське воєводство)
Адамувка (пол. Adamówka) — село в Польщі, у гміні Жулкевка Красноставського повіту Люблінського воєводства.
Населення — 116 осіб (2011).
У 1975-1998 роках село належало до Замойського воєводства.

## Демографія
Демографічна структура станом на 31 березня 2011 року:
|          | Загалом | Допрацездатний вік | Працездатний вік | Постпрацездатний вік |
| -------- | ------- | ------------------ | ---------------- | -------------------- |
| Чоловіки | 53      | 10                 | 29               | 14                   |
| Жінки    | 63      | 17                 | 24               | 22                   |
| Разом    | 116     | 27                 | 53               | 36                   |